# Nahoruby
Nahoruby je vesnice, část obce Křečovice v okrese Benešov. Nachází se asi 3 km na severozápad od Křečovic. V roce 2009 zde bylo evidováno 95 adres.
Nahoruby je také název katastrálního území o rozloze 6,41 km². V katastrálním území Nahoruby leží i Poličany.

## Historie
První písemná zmínka o vesnici pochází z roku 1012.
Za druhé světové války se ves stala součástí vojenského cvičiště Zbraní SS Benešov a její obyvatelé se museli 31. prosince 1943 vystěhovat.

## Pamětihodnosti
- Plavecká stezka
- Pomník bitvy u Živohoště (na návrší severně od vsi)